# Talesteipa
Talesteipa är en ort i Mexiko.   Den ligger i kommunen Tepechitlán och delstaten Zacatecas, i den centrala delen av landet, 500 km nordväst om huvudstaden Mexico City. Talesteipa ligger 1 707 meter över havet och antalet invånare är 515.
Terrängen runt Talesteipa är platt västerut, men österut är den kuperad. Runt Talesteipa är det ganska glesbefolkat, med 31 invånare per kvadratkilometer. Närmaste större samhälle är Tlaltenango de Sánchez Román, 9,0 km norr om Talesteipa. I omgivningarna runt Talesteipa växer huvudsakligen savannskog.